# Cantone di Saint-Galmier
Il Cantone di Saint-Galmier era una divisione amministrativa dell'arrondissement di Montbrison.
È stato soppresso a seguito della riforma complessiva dei cantoni del 2014, che è entrata in vigore con le elezioni dipartimentali del 2015.
Comprendeva i comuni di:
- Andrézieux-Bouthéon
- Aveizieux
- Bellegarde-en-Forez
- Chambœuf
- Cuzieu
- Montrond-les-Bains
- Rivas
- Saint-André-le-Puy
- Saint-Bonnet-les-Oules
- Saint-Galmier
- Veauche